# Аурайя (округ)
Аурайя (англ. Auraiya district, гінді औरैया जिला) — округ в індійському штаті Уттар-Прадеш. Адміністративний центр — місто Аурайя.

## Історія
Округ утворено 17 вересня 1997 року, коли 2 техсіли (Аурайя та Бідгуна) відокремилися від округу Етавах і сформували новий округ Аурайя.

## Географія
Округ Аурайя розташований у південно-західній частині штату, за 64 км на схід від міста Етавах і 105 км на захід від міста Канпур. Його площа становить 2054 км². Межує з округами Каннаудж (на півночі), Етавах (на заході), Канпур Дегат (на сході) та Джалаун (на півдні). Середня висота території округу над рівнем моря — близько 133 м. Основні річки, що протікають територією округу — Джамна та Сенгар. Джамна тече територією Аурайї протягом 112 км. Округ повністю розташований у межах Індо-Гангської рівнини, рельєф представлений переважно річковими долинами.

## Населення
За даними перепису 2011 населення округу становить 1 372 287 осіб, що приблизно відповідає населенню такої держави, як Свазіленд. Густота населення становить 681 ос/км2. Приріст населення в період від 2001 до 2011 року становив 16,3 %. Гендерний склад населення: 864 жінки на 1000 чоловіків; рівень грамотності населення — 80,25 %.

## Транспорт
Через округ проходить національне шосе № 2 (National Highway 2) та залізниця Делі — Хаура. Протяжність залізниці в межах округу становить 33 км і включає 8 станцій, основні з яких — Ачалда, Пхапхунд та Канчаусі.

## Спорт
Найпопулярнішими видами спорту в окрузі є крикет і футбол. Є кілька майданчиків для гри в крикет.